# Андреа Белоти
Андреа Белоти (итал. Andrea Belotti; Калчинате, 20. децембар 1993) италијански фудбалер који игра на позицији нападача. Тренутно наступа за Фјорентину на позајмици из Роме и за репрезентацију Италије.
Каријеру је почео у Албинолефеу, а потом је провео две године у Палерму. Године 2015. се придружио Торину у ком је постао један од најбољих стрелаца у историји клуба.
Са репрезентацијом Италије освојио је Европско првенство 2020.

## Статистика каријере

### Репрезентативна
Ажурирано 7. јуна 2022.
| Репрезентација | Година | Наступи | Голови |
| -------------- | ------ | ------- | ------ |
| Италија        | 2016   | 5       | 3      |
| Италија        | 2017   | 8       | 1      |
| Италија        | 2018   | 7       | 1      |
| Италија        | 2019   | 7       | 4      |
| Италија        | 2020   | 4       | 1      |
| Италија        | 2021   | 10      | 2      |
| Италија        | 2022   | 3       | 0      |
| Укупно         | Укупно | 44      | 12     |

## Трофеји
Палермо
- Серија Б: 2013/14.[2]

Италија
- Европско првенство: 2020.[2][3]